# Falcon & Firkin
Falcon & Firkin és un grup de pop-rock català, creat el 2007 en Manresa. Fins al 2020 han produït vuit àlbums, amb un barreja de composicions pròpies i versions de clàssics de rock.
El grup és liderat pel guitarrista i vocalista Jordi López. El 2012 van dedicar la cançó "27 d'abril de 2012" a Pep Guardiola. Després va ser republicat el any vinent al seu primer àlbum, amb el mateix títol.
El seu estil es basa en la música pop-rock, amb influències britàniques i americanes. Les lletres expliquen sovint situacions i sentiments de la vida quotidiana.
La primavera de 2020 van llançar el seu vuitè disc, Sant Silvestre. És descrit com un àlbum introspectiu i també "rocker".
Per la producció dels seus àlbums han utilitzat noms com Jordi Armengol (Estudis Sia Studio) i Juanjo Muñoz (de Gossos).

## Composició del grup
El grup està format per:
- Jordi López (guitarres i veu)
- Jordi Armengol (guitarres i produccions)
- José Prieto (guitarra elèctrica, piano, teclat i veus)
- Neifi Alcantara (baix)
- Bruno Oliveira (bateria i percussions)

## Discografia
- 27 d'abril de 2012 (Nat Team Media, 2013)
- Moments acústics (Nat Team Media, 2013)
- Clàssics del rock (Nat Team Media, 2013)
- As de cors (Nat Team Media, 2014)
- Sessions (Nat Team Media, 2015)
- Moments Chill Out (Nat Team Media, 2016)[4]
- Bressagio (Microscopi, 2018)
- Sant Silvestre (La Catenària, 2020)